# Lezende oude vrouw
Lezende oude vrouw (ook wel: Oude vrouw lezend in een lectionarium) is een olieverfschilderij van de Nederlandse kunstschilder Gerrit Dou, gemaakt circa 1631 - circa 1632. In vroeger tijden werd het werk toegeschreven aan Rembrandt van Rijn en was het getiteld De moeder van Rembrandt. Het portret behoort sinds november 1912 tot de collectie van het Rijksmuseum Amsterdam.

## Context
In 1628 werd de toen veertienjarige Dou de eerste leerling van de slechts zeven jaar oudere Rembrandt, die in Leiden een atelier deelde met collega-kunstschilder Jan Lievens. Rembrandt zelf schilderde in die periode in een verfijnde stijl, waarbij hij sterke licht-donker contrasten gebruikte. Deze techniek is ook duidelijk terug te zien in het hier besproken schilderij. Waar Rembrandt later echter de verfijning nadrukkelijk los zou laten, legde Dou zich erop toe deze verder te vervolmaken. Nadat zijn leermeester in 1632 naar Amsterdam vertrok, groeide hij uit tot de grondlegger van de Leidse fijnschilders.

## Afbeelding
In Lezende oude vrouw laat Dou zijn bijzonder talent en de voor zijn jonge leeftijd exceptionele technische vaardigheid zien. Niet alleen de oude vrouw en haar kleding zijn met veel precisie geschilderd. Ook de Bijbelse tekst in het lectionarium en de bijbehorende prent zijn uitermate gedetailleerd en goed zichtbaar weergegeven. Duidelijk te zien is wat ze leest: het begin van het negentiende hoofdstuk van het evangelie van Lucas. Daarin staat dat wie werkelijk goed wil doen, zo veel mogelijk van zijn aardse bezit aan de armen moet schenken. Die boodschap contrasteert met de dure kleding van de oude vrouw, die klaarblijkelijk nog steeds aan haar bezittingen hecht.
Dou beeldt de oude vrouw af in een voor die tijd voor Noord-Europese begrippen opmerkelijk realistische benadering. Hij geeft de kijker het gevoel dat deze de oude vrouw zeer nabij is, terwijl zij haar observator door haar weergave en profil en concentratie op het lezen niet lijkt op te merken. Het gebruik van clair-obscur, dat hij van Rembrandt had geleerd, is typerend en benadrukt de belangrijke delen van het werk. De achtergrond is egaal, sober en leidt niet verder af. Compositorisch creëert de kunstenaar hiermee een rustgevend diagonaal contrast tussen de gedeelten linksboven en rechtsonder.

## Rembrandts moeder
|                                                            |  |  |
| Hetzelfde model, links ets door Rembrandt, rechts door Dou |  |  |

Lezende oude vrouw werd lange tijd aangezien voor een schilderij dat Rembrandt gemaakt zou hebben van zijn moeder. Al die tijd werd het ook betiteld als Rembrandts moeder. Het paste in het beeld dat men vroeger had van Rembrandt als familieschilder. Al vanaf de zeventiende eeuw meenden kunstkenners allerlei familieleden van Rembrandt te herkennen in diens schilderijen en zeker tot 1900 leek het nog een uitgemaakte zaak dat de vrouw op het hier besproken portret zijn moeder Neeltgen Willemsdr van Zuijdtbroeck was. Tijdens een grote Rembrandt-tentoonstelling te Amsterdam in 1898, toen het schilderij zich nog in de collectie bevond van de Haagse viceadmiraal en kunstverzamelaar A.H. Hoekwater, werd het nog als zodanig gepresenteerd, maar spoedig daarna kwamen de twijfels. In 1901 opperde kunsthistoricus Wilhelm Martin een boek over Dou dat deze waarschijnlijk de schilder was. Hij beriep zich daarbij op stijlkenmerken, waarbij hij wees op Dou's meer gelijkmatige gebruik van het clair-obscur en de zijn werk kenmerkende gladde oppervlaktestructuur, maar ook op het feit dat Dou en Rembrandt, alsook Lievens, vaak dezelfde modellen gebruikten voor hun schilderijen. De afgebeelde oude vrouw komt dan ook op werken van alle drie de schilders voor en Dou zelf schilderde haar meerdere malen.
Na 1900 brokkelde het beeld van Rembrandt als "familieman" steeds verder af en werd steeds duidelijker dat het aanwijzen van familieleden in diens werk op geen enkele grond berustte. Toen het Rijksmuseum het werk in november 1912 uit het legaat van dhr. A.H. Hoekwater verwierf, werd het dan ook als werk van Dou tentoongesteld onder de nieuwe titel Lezende oude vrouw. In 2005 was het een van de centrale werken in de tentoonstelling Rembrandts Moeder, Mythe en werkelijkheid in museum De Lakenhal te Leiden.